# Swim, Swim, C'mon, Let's Swim
Swim, Swim, C'mon, Let's Swim è un album discografico di Ray Anthony, pubblicato dalla casa discografica Capitol Records nell'agosto del 1964.

## Tracce
Lato A
1. C'mon and Swim – 4:12 (Sylvester Stewart, Thomas Coman) – Registrato il 24 luglio 1964 al Capitol Tower Studios di Hollywood, California
2. Let's All Do the Swim – 2:04 (Don Simpson, Ray Anthony) – Registrato il 28 febbraio 1964 al Capitol Tower Studios di Hollywood, California
3. Sh-Boom – 1:43 (James Keyes, Claude Feaster, Floyd McRae, James Edwards, Carl Feaster) – Registrato il 24 luglio 1964 al Capitol Tower Studios di Hollywood, California
4. It's the Swim (By Jim) – 2:10 (Don Simpson, Ray Anthony) – Registrato il 28 febbraio 1964 al Capitol Tower Studios di Hollywood, California
5. Twist and Shout – 2:11 (Bert Russell, Phil Medley) – Registrato il 24 luglio 1964 al Capitol Tower Studios di Hollywood, California

Lato B
1. A Hard Day's Night – 2:17 (John Lennon, Paul McCartney) – Registrato il 24 luglio 1964 al Capitol Tower Studios di Hollywood, California
2. Everybody Do the Swim – 1:56 (Don Simpson, Ray Anthony) – Registrato il 28 febbraio 1964 al Capitol Tower Studios di Hollywood, California
3. Hearts of Stone – 2:10 (Rudy Jackson, Eddy Ray) – Registrato il 24 luglio 1964 al Capitol Tower Studios di Hollywood, California
4. Swim, Pretty Baby – 1:45 (Don Simpson, Ray Anthony) – Registrato il 28 febbraio 1964 al Capitol Tower Studios di Hollywood, California
5. What'd I Say – 2:30 (Ray Charles) – Registrato il 24 luglio 1964 al Capitol Tower Studios di Hollywood, California

## Musicisti
C'mon and Swim / Sh-Boom / Twist and Shout / A Hard Day's Night / Hearts of Stone / What'd I Say
- Ray Anthony - tromba, conduttore orchestra
- Componenti orchestra non accreditati

Let's All Do the Swim / It's the Swim (By Jim) / Everybody Do the Swim / Swim, Pretty Baby
- Ray Anthony - tromba, conduttore orchestra
- Componenti orchestra non accreditati
- The Swingin' Swimmers (gruppo vocale) - cori, accompagnamento vocale (brani: It's the Swim (By Jim), Everybody Do the Swim e Swim, Pretty Baby